# Volkstheater (Stuttgart)
Das Volkstheater war ein 1945 (nach anderen Angaben 1946) gegründetes privatwirtschaftlich betriebenes Theater in Stuttgart, das wie viele andere private Theater 1948 nach der Währungsreform aus wirtschaftlichen Gründen schließen musste.
Zunächst nutzte das Theater verschiedene Räume, unter anderem ein Kino in Stuttgart-Heslach. Im Dezember 1947 wurde ein eigenes Gebäude in Stuttgart-Zuffenhausen bezogen. Abstecher wurden u. a. in Göppingen, Mühlacker, Bad Kissingen und zahlreichen Orten im Raum Stuttgart gespielt.
Gespielt wurden Operetten wie Maske in Blau und Im weißen Rößl, sowie das Theaterstück XYZ von Klabund.
Das Ensemble umfasste knapp 20 Schauspieler (darunter Walter Schultheiß und Trudel Wulle) sowie ein rund zehnköpfiges Ballett und ein 24-köpfiges Orchester. Theaterdirektor war Kurt Fischer-Hollweg. Oberspielleiter des Operettenbereichs war Bernhard Redetzki.